# T-Bank

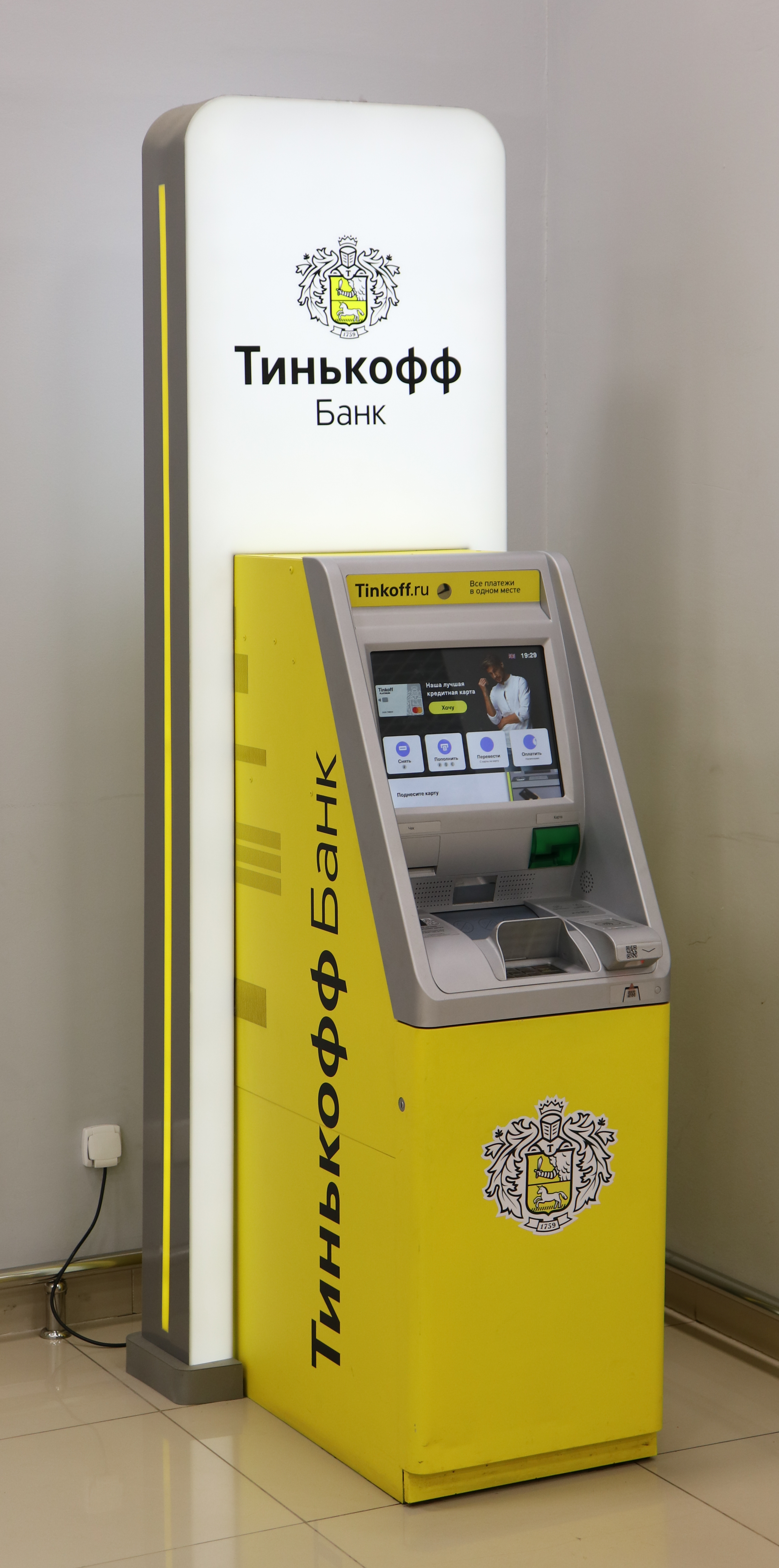
Geldautomat in Moskau

Die T-Bank (russisch Т-Банк), ehemals Tinkoff Bank (russ. Тинькофф Банк) ist ein russisches Banking- und Finanzdienstleistungsunternehmen mit Sitz in Moskau, welches 2006 von Oleg Tinkow gegründet wurde. Die Bank hat keine Filialen und gilt als reine Digitalbank (Neobank). Neben Krediten bietet sie weitere Finanzdienstleistungen an. Mit elf Millionen Kunden (Oktober 2020) war die Bank die drittgrößte Bank nach Anzahl an Kunden und der zweitgrößte Anbieter von Kreditkarten in Russland.

## Geschichte
Der Unternehmer Oleg Tinkow gründete Tinkoff Credit Systems im Jahr 2006, nachdem er zusammen mit Beratern der Boston Consulting Group untersucht hatte, ob eine Bank ohne Filialen in Russland funktionieren könnte. Dafür kaufte er eine bestehende Bank, um eine Banklizenz zu erhalten und wandelte sie in eine rein virtuelle Bank um. 2007 investierte Goldman Sachs in die Bank. Der Börsengang erfolgte im Jahr 2013 an der London Stock Exchange. Im Jahr 2015 wurde die Bank offiziell in Tinkoff Bank umbenannt. Anfangs in der Ausgabe von Kreditkarten tätig expandierte die Bank in Bereiche wie Versicherungen und Brokerage.
Im Dezember 2019 führte Tinkoff den ersten vollständig digitalen Geldautomaten Russlands ein, ohne Tastatur oder die Möglichkeit, Quittungen auszudrucken. Die Tinkoff Bank aktualisierte 2019 ihre App, um Kino- und Hoteltickets sowie die Buchung von Reisen über die Tochtergesellschaft der Bank, Tinkoff Travel, anzubieten. Im März 2020 fielen die Aktien der Bank, nachdem Oleg Tinkow vom US-Justizministerium aufgrund von Steuervergehen angeklagt wurde. Ebenfalls im Jahr 2020 initiierte die Bank das deutsche Mobile-Banking-Startup Vivid Money, dessen Konten bei der Solarisbank geführt werden. Damit trat die Bank in den westeuropäischen Markt ein.
Im Mai 2022 verkaufte Oleg Tinkow als in Russland nunmehr unerwünschter Kritiker (“Volksfeind”) des Russischen Überfalls auf die Ukraine seine 35 Prozent für etwa 3 Prozent des Wertes an Wladimir Olegowitsch Potanin.
Im Juni 2024 änderte die Tinkoff Bank ihren Namen in T-Bank.

## Sponsoring
Seit Februar 2020 ist die Tinkoff Bank einer der Sponsoren der Premjer-Liga.